# صدیق جابر
صدیق جابر (انگلیسی: Sadiq Jaber؛ زادهٔ ۲۰ اوت ۱۹۶۰) بازیکن فوتبال اهل عراق بود.
از باشگاه‌هایی که در آن بازی کرده‌است می‌توان به باشگاه فوتبال الشرطه (عراق) اشاره کرد.
وی همچنین در تیم ملی فوتبال عراق بازی کرده‌است.